# Per Högselius
Per Högselius, född 1973, är en svensk historiker, författare och professor i teknikhistoria.

## Biografi
Högselius disputerade 2005 vid Lunds universitet på avhandlingen The Dynamics of Innovation in Eastern Europe. Sedan 2007 är han verksam vid Kungliga Tekniska Högskolan (KTH), där han 2018 utnämndes till professor i teknikhistoria. 2010-2011 var han gästforskare vid Netherlands Institute for Advanced Study (NIAS) och 2013-2014 vid Kinesiska Vetenskapsakademien i Peking.
Högselius är framförallt verksam inom energihistoria, naturresurshistoria, infrastrukturstudier och europeisk teknikhistoria. Hans författarskap omfattar även populärvetenskap och essäistik, med böcker som Östersjövägar och Döden på stranden. Han skriver regelbundet för Svenska Dagbladet.

## Priser och utmärkelser
- 2014 – Marshall D. Shulman Book Prize för Red Gas: Russia and the Origins of European Energy Dependence[8]
- 2014 – Chris Freeman Award för bokserien Making Europe (6 volymer, 13 författare)[9]
- 2017 – ERC Consolidator Grant[10]